# Maladies du cocotier
Maladies du cocotier  (Cocos nucifera)

## Maladies bactériennes
| Maladies                                    | Agents pathogènes |
| ------------------------------------------- | ----------------- |
| Pourriture bactérienne du bourgeon terminal | Erwinia spp.      |

## Maladies fongiques
| Maladies                                                   | Agents pathogènes |
| ---------------------------------------------------------- | --- |
| Taches foliaires algales (algue parasite)                  | Cephaleuros virescens |
| Anthracnose                                                | Glomerella cingulata Colletotrichum gloeosporioides [anomorphe] |
| Bitten leaf                                                | Ceratocystis paradoxa Chalara paradoxa [anomorphe] |
| Taches foliaires à Bipolaris                               | Bipolaris incurvata |
| Black scorch                                               | Ceratocystis paradoxa Chalara paradoxa [anomorphe] |
| Pourriture du bourgeon terminal                            | Phytophthora palmivora Phytophthora heveae Phytophthora katsurae Phytophthora nicotianae Fusarium moniliforme Fusarium solani Graphium sp. |
| Taches foliaires à Catacauma                               | Catacauma mucosum |
| Fonte des semis                                            | Fusarium spp. Phytophthora spp. Pythium spp. Rhizoctonia solani |
| Pourriture sèche basale                                    | Ceratocystis paradoxa Chalara paradoxa [anomorphe] |
| Pourridié à Ganoderma (pourriture du bulbe basal du tronc) | Ganoderma boninense Ganoderma tornatum Ganoderma zonatum |
| Taches foliaires à Graphiola                               | Graphiola phoenicis |
| Gray leaf blight                                           | Pestalotiopsis palmarum |
| Maladie du Koleroga                                        | Phytophthora arecae |
| Brûlure des feuilles (Leaf blight)                         | Cytospora palmarum |
| Taches foliaires                                           | Alternaria sp. Botryosphaeria disrupta Capitorostrum cocoes Cercospora sp. Curvularia lunata Cylindrocladium pteridis Drechslera gigantea Drechslera halodes Epicoccum nigrum Helminthosporium sp. Macrophoma sp. Macrosporium cocos Melanconium sp. Mycosphaerella palmicola Periconiella cocoes Pseudoepicoccum cocos Phomopsis sp. Phyllosticta palmetto Ramularia necator |
| Pourriture mortelle du tronc (Lethal bole rot)             | Marasmiellus cocophilus |
| Lixa grande                                                | Sphaerodothis acrocomiae |
| Lixa pequena                                               | Phyllachora torrendiella |
| Chute des noix                                             | Phytophthora arecae Phytophthora palmivora Phytophthora katsurae Phytophthora nicotianae Fusarium moniliforme Graphium sp. |
| Oïdium                                                     | Oidium sp. |
| Queima das folhas                                          | Botryosphaeria cocogena Lasiodiplodia theobromae [anomorphe] |
| Pourridié                                                  | Fusarium spp. Phytophthora spp. Pythium spp. Rhizoctonia solani |
| Pourriture brune du tronc (Stem bleeding)                  | Ceratocystis paradoxa Chalara paradoxa |
| Taches foliaires à Stigmina                                | Stigmina palmivora |
| Maladie des filaments (Thread blight)                      | Pellicularia filamentosa Pellicularia koleroga Corticium penicillatum |

## Maladies virales
| Maladies                           | Agents pathogènes                                                        |
| ---------------------------------- | ------------------------------------------------------------------------ |
| Cadang-cadang du cocotier          | Viroïde cadang-cadang du cocotier, (CCVd, Coconut cadang-cadang viroid). |
| Dépérissement foliaire du cocotier | Virus à ADN.                                                             |
| Maladie de Tinangaja (Guam)        | Viroïde tinangaja du cocotier, (CTVd, Coconut tinangaja viroid).         |
| Flétrissement de Natuna            | Inconnu                                                                  |
| Dépérissement précoce              | Inconnu                                                                  |
| Flétrissement de Soccoro           | Inconnu                                                                  |

## Maladies à phytoplasmes
| Maladies                                              | Agents pathogènes    |
| ----------------------------------------------------- | -------------------- |
| Maladie d'Awka                                        | Phytoplasme          |
| Flétrissement de Cape Saint Paul (jaunissement létal) | Phytoplasme          |
| Hartrot du cocotier                                   | Phytomonas spp.      |
| Flétrissement de Cedros                               | Phytomonas stahellii |
| Pourriture sèche du cœur                              | Phytomonas stahellii |
| Maladie de Kaincope                                   | Phytoplasme          |
| Flétrissement de Kalimantan                           | Phytoplasme suspecté |
| Maladie de Kribi                                      | Phytoplasme          |
| Dépérissement létal                                   | Phytoplasme          |
| Jaunissement mortel du cocotier                       | Phytoplasme          |
| Pudricion del cogollo                                 | Phytoplasme          |
| Maladie du flétrissement racinaire                    | Phytoplasme          |
| Nécrose de la tige                                    | Phytoplasme suspecté |

## Maladies diverses et désordres physiologiques
| Maladies                                        | Agents pathogènes                                                                       |
| ----------------------------------------------- | --------------------------------------------------------------------------------------- |
| Pourriture sèche du bourgeon terminal           | Inconnu, mais put-être transmis par les insectes Sogatella kolophon et Sogatella yubana |
| Maladie de Finschafen                           | Inconnu                                                                                 |
| Frond rot                                       | Désordre physiologique                                                                  |
| Dépérissement bactérien (grillure des feuilles) | Inconnu                                                                                 |
| Flétrissement de Malaisie                       | Inconnu                                                                                 |